# Клаус Кінскі
Кла́ус Кі́нскі (нім. Klaus Kinski, справжнє ім'я Ніколаус Карл Ґюнтер Накшиньский, нім. Nikolaus Karl Günther Nakszyński; 18 жовтня 1926, Цоппот, Вільне місто Данциг — 23 листопада 1991, Лаґунітас, Каліфорнія, США) — німецький актор театру і кіно. Батько акторки Настасії Кінскі та актора Ніколая Кінскі. Грав у кіно психопатичні ролі, завдяки яким добився міжнародного визнання, ставши одним з найбільш відомих акторів Німеччини. Найбільш значимими його роботами вважаються фільми, зняті у співпраці з режисером Вернером Герцоґом.

## Біографія

### Ранні роки
Народився в Цоппоті (тепер Сопот, Польща) на території вільного міста Данціга (тепер Гданськ, Польща) в бідній родині аптекаря (і невдалого оперного співака) Бруно Накшиньского і доньки німецького пастора Зузанни Лутце. В родині були ще 3 дитини старші за нього (Інге, Арне і Ганс-Йоахім). У 1931 році родина переїхала до Берліна, винайнявши квартиру на Вартбургштрассе, 3. З 1936 року Ніколаус відвідував гуманітарну гімназію імені принца Генріха в Шенеберзі, але був виключений з неї, оскільки протягом семи місяців прогулював заняття. Потім він деякий час навчався у гімназії ім. Бісмарка, де його двічі залишали на другий рік. У цей час, з власних спогадів, він підробляв розсильним, чистильником взуття, двірником і мийником трупів.

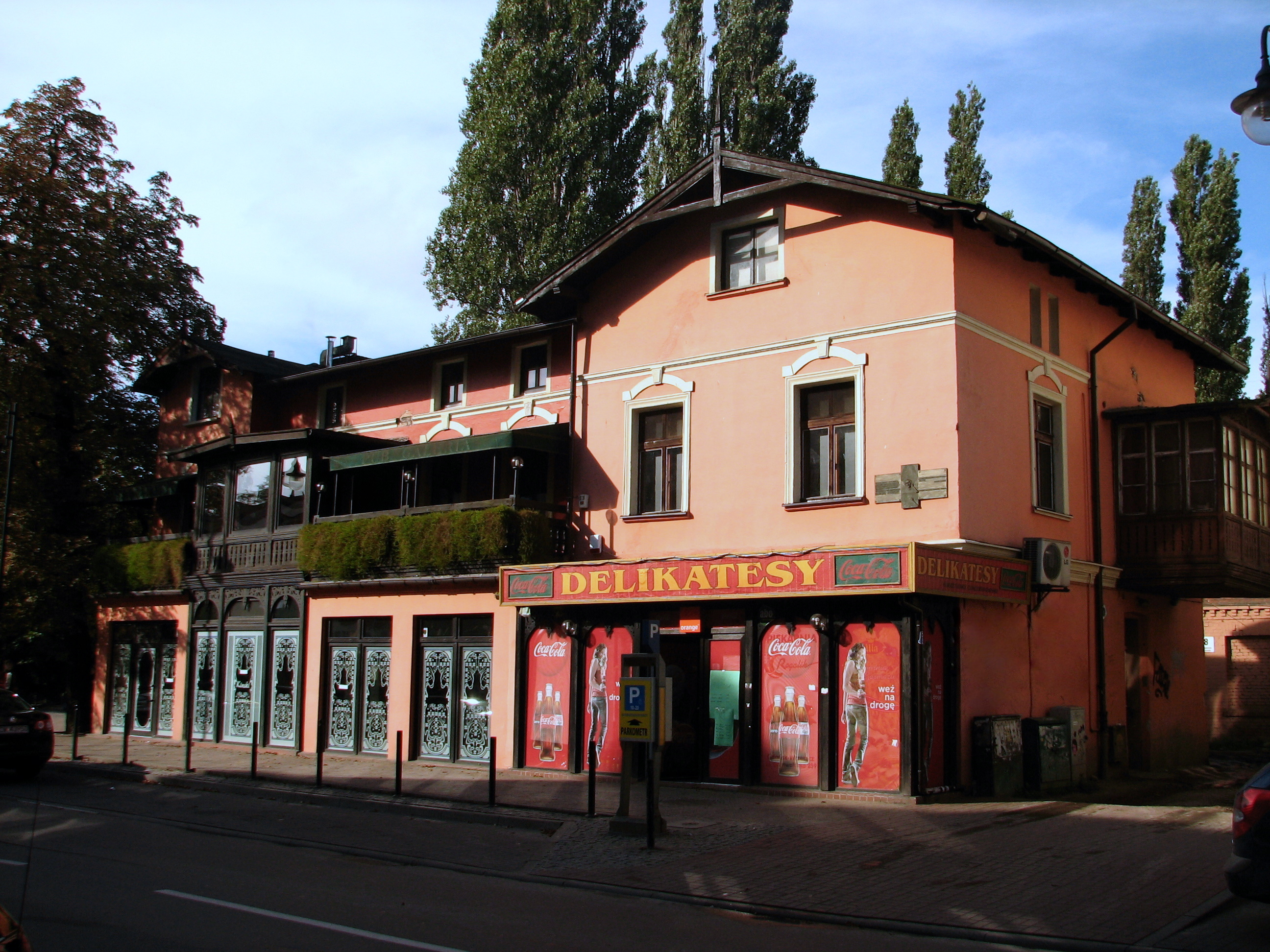
Будинок, в якому народився Клаус Кінскі

Навесні 1943 року 16-річного Ніколауса було призвано на військову службу і відправлено до Голландії у військовий табір Гітлерюгенда. У мемуарах Клаус Кінскі пише, що у жовтні 1944 року він нібито покинув свою частину, але був спійманий і засуджений до страти за дезертирство. Незадовго до страти йому вдалося втекти.
У листопаді 1944 року під Арнемом він потрапив у британський полон, а навесні 1945 року був переправлений до Англію в табір військовополонених. Провів у полоні 1 рік і 4 місяці. У таборі військовополонених уперше вийшов на самодіяльну сцену. В основному виконував жіночі ролі.
Після звільнення з полону влаштувався у Західній Німеччині. Узяв собі псевдонім Клаус Кінскі (західне прочитання прізвища відомого чеського аристократичного роду Кінських), грав у провінційних, потім у берлінських театрах. Прославився як читець монологів. Декламував Ніцше, Артюра Рембо, Франсуа Війона, Курта Тухольского і Новий Заповіт. Декламації з творів Гете, Фрідріха Шиллера і Бертольта Брехта вийшли більш ніж на 25 грамплатівках. У своєму пересувному «турі Ісуса» зображував на сцені Ісуса Христа як психопата-авантюриста.

### Кар'єра в кіно
Уперше знявся в кіно у 1947 році у фільмі «Морітурі». Кінскі багато знімався в комерційних фільмах низького художнього рівня, пояснюючи це прагненням більше заробити. Тільки у 1963 році він зіграв в 10 фільмах. Кінскі відмовлявся працювати з такими режисерами, як Федеріко Фелліні та Стівен Спілберг, якщо гонорари в низькопробних фільмах були вищі. «Я як повія — продаюся за вищу ціну», говорив він. Винятком стали фільми «Доктор Живаго» і «На декілька доларів більше» Серджо Леоне у 1965 році.
У 1972 році у Кінскі почалася співпраця з режисером Вернером Герцоґом, який запросив його на роль у фільмі «Агірре, гнів божий» про експедицію іспанських конкістадорів у джунглях Амазонки. Напівбезумний Лопе де Аґірре в гонитві за владою і багатством ладен вести свій загін на вірну смерть. Кінскі настільки ужився в роль кульгавого каліки Аґірре, що після закінчення зйомок йому довелося проходити тривале лікування — виправляти деформацію хребта. Після перегляду фільму Кінскі цю роль визнав своєю найкращою.
З Герцогом у нього склалися непрості стосунки, вони ставилися один до одного украй вороже. У проміжку до наступної їх спільної роботи Кінскі встиг знятися ще в декількох фільмах.
У 1978 році Герцоґ поставив рімейк класичного німого фільму Фрідріха Мурнау «Носферату, симфонія жаху» (1922), першій екранізації роману Брема Стокера про графа Дракулу. У фільмі «Носферату — привид ночі» Кінскі зіграв вампіра, що втомився жити і вбивати, страждає без любові і викликає співчуття.
Наступною роботою Кінскі в Герцоґа стала роль в екранізації п'єси німецького драматурга Георга Бюхнера «Войцек». Войцек — полковий цирульник, якого оточення мучать кепкуваннями й приниженнями. На зніманнях Кінскі, охоплений прагненням заглибитися в роль, захворів на хворобу, яка перебігала з гарячкою. В епізоді, де Войцека б'ють, він просив бити його якомога натуральніше; був проти дублів, вважаючи їх «нещирими».
Фільм «Фіцкаральдо» (1981) — про людину, яка хоче побудувати оперу в Південній Америці й у пошуках грошей вирушає углиб джунглів. Головну роль повинен був грати Джейсон Робардс, який через хворобу вибув з участі у зніманнях. Герцоґ звернувся до Маріо Адорфа, але той відмовився. Фільм номіновано на «Золотий глобус», а Герцоґ отримав премію Каннського кінофестивалю. У «Кобра верде» (1988) Кінскі грає божевільного бандита-работорговця, який приходить до влади в африканській державі. Після цього фільму конфлікт з Герцоґом сильно загострився, Кінскі у пориві гніву називав його Гітлером.
Наприкінці 1990-х років Герцог зняв документальний фільм «Мій улюблений ворог» про Кінскі та складні стосунки між ними.
Режисерською роботою Кінскі став півторагодинний фільм про італійського скрипаля Паганіні. Сам Кінскі планував його як 16-годинну стрічку для італійського телебачення. Ще під час зйомок «Кобра верде» він просив Герцоґа виступити режисером. Відмова Герцоґа посилила ворожнечу між ними, і Кінскі відмовився далі зніматися в «Кобра верде». За його життя фільм «Паганіні» зазанвав труднощів з виходом у прокат, і Кінскі розцінював це як зловмисний саботаж свого творіння.

## Особисте життя
Клаус Кінскі був одружений чотири рази. У 1951 році він познайомився з Гізліндою Кюльбек (нім. Gislinde Kühlbeck) і одружився з нею після народження 23 березня 1952 року доньки Полі. Шлюб розпався у 1955 році. У 1960 році у Берліні він познайомився з 20-річною Руті Бриджіт Тоцкі (нім. Ruth Brigitte Tocki) і одружився з нею. Від цього шлюбу 24 січня 1961 року у нього народилася донька Настасья. Цей шлюб було розірвано у 1968 році. На вечірці у своєму заміському будинку в Римі Кінскі познайомився з 19-річною в'єтнамською студенткою Мінхой (нім. Minhoï Geneviève Loanic), на якій одружився у 1969 році. 30 червня 1976 року у нього народився син Ніколай (нім. Nikolai Nanhoï). У лютому 1979 року Клаус і Мінхой розвелися. У 1987—1989 роках Кінскі був одружений з акторкою Деборою Капріольо. Усі троє дітей стали акторами, Настасья Кінскі здобула світову популярність.
У житті Кінскі відрізнявся епатажною поведінкою. Згадується випадок, коли він зі сцени кидав канделябри зі свічками, що горіли, в публіку за її «невдячність», внаслідок чого вигорів театр.
У його автобіографії з порнографічним змістом «Я жадаю любові» (нім. Ich brauche Liebe, англ. Kinski Uncut: The Autobiography of Klaus Kinski, 1987) викладаються різного роду образливі інсинуації стосовно його сестри і дочки Настасії. Це послужило причиною розриву стосунків з сім'єю, на його похорони прибув тільки син Ніколай. У книзі не залишено без уваги і Герцоґа, якому адресовані образи і побажання смерті.
У 1980 році Кінскі переїхав до місто Лагунітас, штат Каліфорнія біля Сан-Франциско. Він помер в 65 років від інфаркту міокарду у 1991 році.

## Звинувачення в педофілії
У січні 2013 року стало відомо, що дочка Кінскі Пола готує до публікації викривальну і відверту автобіографію «Вустами немовляти» (нім. Kindermund), в якій заявляє, що батько спокусив і неодноразово піддавав її сексуальним домаганням у віці від 5 до 19 років. У інтерв'ю німецькому журналу Stern 60-річна жінка зізналася: 
Він розглядав мене як маленький об'єкт задоволення свого сексуального жадання. Я не хотіла цього, але йому було все одно. Він просто клав мене на шовкові подушки і брав, що хотів… …Я хочу, щоб усі знали правду про мого батька, тому що я втомилася слухати, як люди в Німеччині прославляють його. Скрізь я чую: «Він був такий великий актор» і «Я обожнюю його в такому-то фільмі», причому ці вихваляння тільки посилилися після його смерті.— Пола Кінскі. Інтерв'ю часопиму Stern
Молодша дочка Клауса Кінскі, Настасья, повідомила в бесіді з представником газети Bild, що вона до сліз шокована одкровеннями своєї сестри і вважає її «героїнею».
Книга була випущена 1 січня 2013 року на німецькій (ISBN 3458175717), незабаром з'явилися її переклади французькою, іспанською і польською мовами.

## Фільмографія
| Рік  |   | Українська назва                   | Оригінальна назва                              | Роль                                       |
| ---- | - | ---------------------------------- | ---------------------------------------------- | ------------------------------------------ |
| 1947 | ф | Морітурі                           | Morituri                                       | німецький в'язень                          |
| 1955 | ф | Людвіг II: Блиск і падіння короля  | Ludwig II. — Glanz und Ende eines König        | принц Отто                                 |
| 1958 | ф | Час кохати і час помирати          | A Time to Love and a Time to Die               | лейтенант Гестапо                          |
| 1961 | ф | Темні очі Лондона                  | Die toten Augen von London                     | Едгар Штраусс                              |
| 1961 | ф | Таємниця жовтих нарцисів           | Das Geheimnis der gelben Narzissen             | Пітер Кін                                  |
| 1962 | ф | Таємниця червоної орхідеї          | Das Rätsel der roten Orchidee                  | Стів                                       |
| 1963 | ф | Чорний абат                        | Der schwarze Abt                               | Томас Фортуна                              |
| 1964 | ф | Віннету — син Інчу-Чуна            | Winnetou - 2. Teil                             | Девід Лука                                 |
| 1965 | ф | Доктор Живаго                      | Doctor Zhivago                                 | Костоїд-Амурський                          |
| 1966 | ф | На декілька доларів більше         | Per qualche dollaro in piu                     | Горбань                                    |
| 1966 | ф | Цирк страху                        | Circus of Fear                                 | Манфред харт                               |
| 1966 | ф | Ель Чунчо, хто його знає?          | El Chuncho, quien sabe?                        | Ель Санто                                  |
| 1967 | ф | П'ять золотих драконів             | Five Golden Dragons                            | Герт                                       |
| 1967 | ф | Коплан рятую свою душу             | Coplan sauve sa peau                           | Телер, скульптор                           |
| 1968 | ф | Мовчун                             | Il grane silenzio                              | Локо / Тігреро                             |
| 1969 | ф | Двуликий                           | A doppia faccia                                | Джон Александер                            |
| 1969 | ф | Жюстіна, або Нещастя доброчесності | Justine ovvero le disavventure della           |                                            |
| 1969 | ф | Венера в хутрі                     | Paroxismus — Può una morta rivivere per amore? | Ахмед Кортобаві                            |
| 1970 | ф | Граф Дракула                       | Nachts, wenn Dracula erwacht                   | Р.М. Ренфілд                               |
| 1971 | с |                                    | Abendschau                                     | Ісус Христос                               |
| 1972 | ф | Агірре, гнів божий                 | Aguirre, der Zorn Gottes                       | Лопе де Аґірре                             |
| 1974 | ф | Подих смерті                       | La mano che nutre la morte                     | доктор Алекс Ніжинський                    |
| 1975 | ф | Відбитки                           | Le orme                                        | Блекмен                                    |
| 1975 | ф | Головне — любити                   | L'important c'est d'aimer                      | Карл-Гайнц Циммер                          |
| 1976 | ф | Золота ніч                         | Nuit d'or                                      | Мішель Форньє                              |
| 1976 | ф | Джек Різник                        | Jack the Ripper                                | Джек-Різник                                |
| 1977 | ф | Операція «Йонатан»                 | Entebbe: Operation Thunderbolt                 | Вілфрід Бьозе                              |
| 1977 | ф | Смерть негідника                   | Mort d'un pourri                               | Ніколя Томський                            |
| 1978 | ф | Пісня про Роланда                  | La Chanson de Roland                           | Роланд і бродячий актор Клаус              |
| 1979 | ф | Носферату — привид ночі            | Nosferatu: Phantom der Nacht                   | Граф Дракула                               |
| 1979 | ф | Войцек                             | Woyzeck                                        | Войцек                                     |
| 1982 | ф | Солдат                             | The Soldier                                    | Драча                                      |
| 1982 | ф | Андроїд                            | Android                                        | доктор Деніел                              |
| 1982 | ф | Фіцкарральдо                       | Fitzcarraldo                                   | Фіцкарральдо                               |
| 1984 | ф | Автостопник                        | The Hitchhiker                                 | епізод                                     |
| 1984 | ф | Маленька барабанниця               | The Little Drummer Girl                        | Мартін Курц                                |
| 1985 | ф | Чудовисько                         | Creature                                       | Ганс Руді Гофнер                           |
| 1985 | ф | Зоряний лицар                      | El Caballero Del Dragon                        | Бертрюсс                                   |
| 1986 | ф | Той, що зачаївся                   | Crawlspace                                     | Карл Ґуентер                               |
| 1987 | ф | Кобра Верде                        | Cobra Verde                                    | Франциско Мануель да Сільва, «Кобра Верде» |
| 1988 | ф | Носферату у Венеції                | Nosferatu a Venezia                            | Носферату                                  |
| 1988 | ф | Паганіні                           | Kinski Paganini                                | Нікколо Паганіні                           |